# 202 î.Hr.

## Evenimente
- octombrie: Bătălia de la Zama. Bătălie finală și decisivă a celui de-al doilea război punic. Armata romană condusă de Publius Cornelius Scipio a înfrânt armata cartagineză condusă de Hannibal. Cartagina cedează Peninsula Iberică romanilor.

## Nașteri
- dată necunoscută: Manetho  (d. ?)